# Sân bay quốc tế Greenville-Spartanburg
Sân bay quốc tế Greenville-Spartanburg (mã sân bay IATA: GSP, mã sân bay ICAO: KGSP, mã FAA LID: GSP), cũng được gọi là sân bay quốc tế GSP, sân bay Roger Milliken, là một sân bay công cộng nằm ở quận Greenville chưa hợp nhất và các hạt quận Spartanburg ở bang Nam Carolina, Hoa Kỳ, 3 dặm (5 km) về phía nam của trung tâm Greer, sân bay phục vụ Greenville và Spartanburg ở khu vực phía bắc của Nam Carolina.
GSP đã bị trở ngại trong suốt lịch sử của nó vì có mức giá vé máy bay cao hơn, do sự thống trị của sân bay Atlanta, Charlotte gần đó. Trong một cuộc khảo sát 2009, tạp chí Forbes liệt kê Greenville-Spartanburg quốc tế sân bay là sân bay số 5 trong nhóm các sân bay có giá đắt đỏ hàng đầu ở Hoa Kỳ. Tuy nhiên, trong năm 2010, Southwest Airlines đã thông báo ý định của hãng phục vụ Greenville-Spartanburg vào đầu năm 2011, có khả năng kết quả là giá vé cạnh tranh hơn cho thị trường phía bắc.
Sân bay Greenville-Spartanburg có diện tích khoảng 3.500 mẫu Anh (1.400 ha) và có một đường băng được 4/22 với kích thước 11.000 x 150 ft (3.353 x 46 m) bề mặt rải nhựa đường/bê tông. Đường băng là đủ dài sân bay này có thể phục vụ máy bay lớn như Boeing 747-400.